# Neelam Sanjiva Reddy
Pour les articles homonymes, voir Reddy.
Neelam Sanjiva Reddy, né le 19 mai 1913 à Illur (province de Madras) et mort le 1er juin 1996 à Bangalore (Karnataka)), est un homme d'État indien. Il est président de l'Inde du 25 juillet 1977 au 25 juillet 1982. 